# Williamsburg, Kansas
Williamsburg là một thành phố thuộc quận Franklin, tiểu bang Kansas, Hoa Kỳ. Năm 2010, dân số của xã này là 397 người.

## Dân số
Dân số các năm:
- Năm 2000: 351 người
- Năm 2010: 397 người